# Amitostigma lepidum
Amitostigma lepidum Schltr. es una especie de orquídea endémica de Japón.

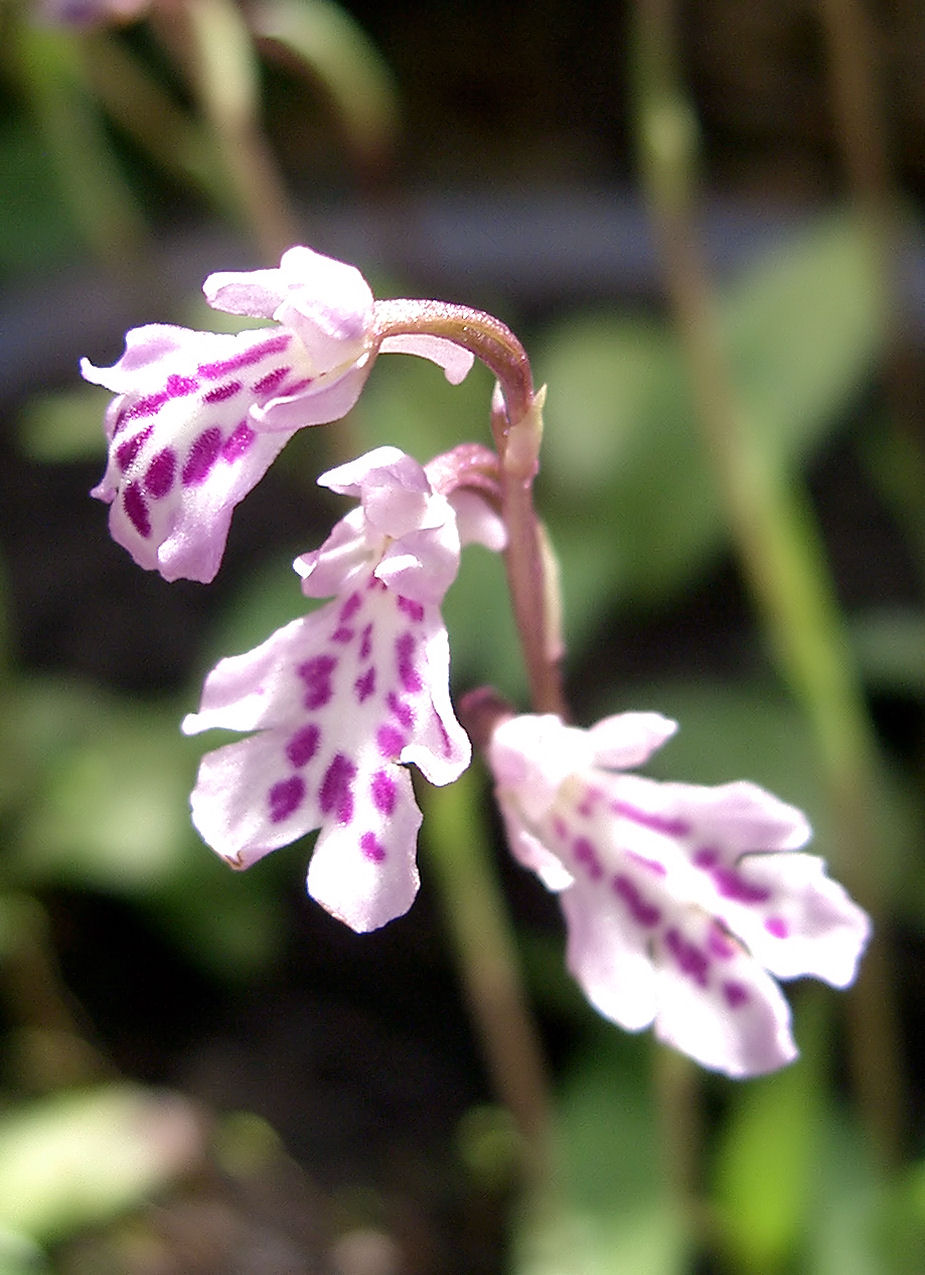
Detalle de las flores

## Distribución
Se encuentra en las islas Ryukyu y Japón en los campos.  

## Descripción
Es una planta de pequeño tamaño, que prefiere el clima fresco al frío. Tiene un hábito creciente terrestre con un pequeño tubérculo ovoide dando lugar a un tallo delgado que lleva de 2 a 3 hojas, por lo general basales, más bien delgadas, linear-oblanceoladas, a estrechamente obovadas-oblongas, agudas, que se estrechan a una base subpeciolada y florece en una inflorescencia laxa con pocas flores, racemosa con amplias brácteas florales lanceoladas y acuminadas.

## Taxonomía
Amitostigma lepidum fue descrito por (Rchb.f.) Schltr. y publicado en Journal of Botany, British and Foreign 56: 94. 1918.
Sinonimia
- Gymnadenia lepida Rchb.f.	basónimo
- Orchis lepida (Rchb.f.) Soó[1][3][4]